# ピーター・ワッツ
ピーター・ワッツ（Peter Watts, 1958年1月25日 - ）は、カナダのSF作家、海洋哺乳類の生物学者。

## 経歴・人物
カナダ、アルバータ州のカルガリー出身。ブリティッシュコロンビア大学で博士号を取得。
1990年、短編”A Niche”にて小説家デビュー。同作品は1992年のオーロラ賞を受賞した。
1999年に発表した第一長編Starfishは、翌年のジョン・W・キャンベル記念賞にノミネートされた。また、同作品はMaelstrom（2001）、βehemoth（2005、二分冊刊行）と合わせてRifters三部作を構成している。
2006年の長編『ブラインドサイト』（Blindsight）は、2007年のヒューゴー賞、ローカス賞、ジョン・W・キャンベル記念賞、サンバースト賞、オーロラ賞の候補／ファイナリストとなった。
また同書は複数の言語に翻訳され、日本の2014年星雲賞海外長編部門のほか、ポーランドの2009年スフィンクス賞およびNAST賞、ロシアのSF雑誌ミール・ファンタスチキの2009年ベスト海外長編、フランスの2010年イマジネール大賞翻訳者部門、スペインの2010年Xatafi-Cyberdark賞海外長編部門、フィンランドの2014年Tähtivaeltaja賞を受賞している。
中編「島」で2010年ヒューゴー賞 中編小説部門を受賞。
短編「遊星からの物体Xの回想」で2011年シャーリイ・ジャクスン賞短編部門を受賞。
また、小説以外の分野、たとえばSFアニメーションやゲームにも関与したことがある。ゲームデベロッパーCrytek社でライターやアートコンサルタントを務めたことがあり、2011年には同社のFPSゲーム「Crysis 2」のノヴェライズを刊行している。
2009年に小説家のCaitlin Sweetと結婚した。
2016年、テレビドラマ「PERSON of INTEREST 犯罪予知ユニット」のノヴェライズを依頼されて初稿を書き上げたものの、事情によりキャンセルとなった経緯を本人ブログで明らかにした。
イギリスのミュージシャン・ベーシストであるピーター・ワッツとは別人。

## 日本での評価
日本での著者初刊行書籍となる長編『ブラインドサイト』は、2014年に星雲賞海外長編部門を受賞した。また、早川書房の発行する『SFが読みたい! 2014年版』で「ベストSF2013 海外篇」第2位に選ばれた。
日本オリジナル短編集『巨星』は、『SFが読みたい! 2020年版』で「ベストSF2019 海外篇」第2位に選ばれた。

## 主な作品

### 書籍

#### 長編・ノヴェラ
- 《リフターズ》三部作（Rifters trilogy）
  - Starfish, 1999
  - Maelstrom, 2001
  - βehemoth（二分冊で刊行）
    - βehemoth: β-Max, 2004
    - βehemoth: Seppuku, 2004

- Blindsight/Echopraxia
  - 『ブラインドサイト』Blindsight, 2006（嶋田洋一訳、創元SF文庫、2013年）
  - 『エコープラクシア 反響動作』Echopraxia, 2014（嶋田洋一訳、創元SF文庫、2017年）
    - 前日譚の短編「大佐」"The Colonel", 2014 を収録。

- Crysis: Legion, 2011 - ゲーム「Crysis 2」のノヴェライズ

- Freeze-Frame Revolution, 2018（ノヴェラ）
  - 『6600万年の革命』（嶋田洋一訳、創元SF文庫、2021年）

#### 短編集
- Ten Monkeys, Ten Minutes, 2002
- The Island and Other Stories, 2012（クリエイティブ・コモンズライセンスに基づく電子書籍）
- Beyond the Rift, 2013
- 『巨星 ピーター・ワッツ傑作選』（嶋田洋一訳、創元SF文庫、2019年3月。日本オリジナル編集）

### 中短編
- 「島」"The Island", 2009（矢口悟訳、SFマガジン2011年3月号）
- 「遊星からの物体Xの回想」"The Things", 2010（嶋田洋一訳、SFマガジン2014年4月号）
- 「天使」"Malak", 2011（石亀渉訳、SFマガジン2011年8月号）